# رابرت اوگیلوی
رابرت اندرو ماتر مکیندو اوگیلوی (به انگلیسی: Robert Andrew Muter Macindoe Ogilvie) (زادهٔ ۱۸۵۳ - درگذشته ۷ مارس ۱۹۳۸) بازیکن فوتبال اهل انگلستان بود که سابقهٔ بازی در تیم ملی فوتبال انگلستان را در کارنامهٔ خود دارد. وی در تاریخ ۷ مارس ۱۸۷۴ تنها بازی ملی خود را در مقابل تیم ملی فوتبال اسکاتلند انجام داد.